# Girish Kasaravalli

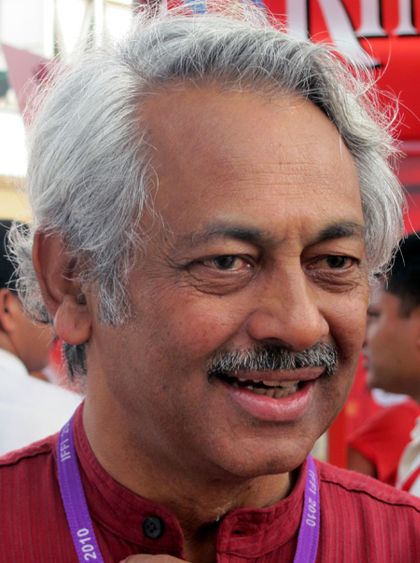
Girish Kasaravalli

Girish Kasaravalli (Kannada: ಗಿರೀಶ್ ಕಾಸರವಳ್ಳಿ; * 3. Dezember 1950 in Kesalur, Karnataka) ist ein indischer Filmregisseur des Kannada-Films.

## Leben
Girish Kasaravalli wurde im Dorf Kesalur im Distrikt Shivamogga in der Region Malnad geboren. Der Autor K. V. Subbanna, ein Onkel mütterlicherseits, weckte in ihm das Interesse für Literatur und Film. Nach einem Universitätsabschluss in Pharmakologie 1971 studierte Kasaravalli von 1972 bis 1975 am Film and Television Institute of India in Pune Regie. Sein Abschlussfilm Avashesh (1975) gewann einen National Film Award als bester experimenteller Kurzfilm. Noch während seines Studiums unterstützte Kasaravalli T. S. Nagabharana bei den Dreharbeiten zu dessen 1978 veröffentlichten Film Grahana. Sein erster eigener Langfilm Ghattashraddha (1977) entstand nach einem Roman von U. R. Ananthamurthy und steht in der Tradition der antibrahmanistischen Navya-Bewegung in der Kannada-Literatur und Pattabhi Rama Reddys Ananthamurthy-Verfilmung Samskara (1970).
Kasaravalli konzentrierte sich weiter auf Literaturverfilmungen, die den Geschmack der Kritiker, jedoch nicht den des Mainstreampublikums trafen. Das International Film Festival Rotterdam widmete ihm 2003 eine Retrospektive.
Girish Kasaravalli war Direktor des Adarsh Film Institute in Bangalore. 1983 gab er eine kannadasprachige Anthologie zur Filmtheorie mit Aufsätzen von Sergei Eisenstein, Siegfried Kracauer, André Bazin, Christian Metz, Peter Wollen und anderen Autoren heraus.

## Filmografie
- 1975: Avashesh (Kurzfilm)
- 1975: Anya (Kurzfilm)
- 1977: Ghattashraddha
- 1980: Akramana
- 1981: Mooru Darigalu
- 1986: Tabarana Kathe
- 1986: Glowing Embers (Dokumentarfilm)
- 1988: Bannada Vesha (Fernsehfilm)
- 1991: Mane/Ek Ghar (Kannada/Hindi)
- 1997: Thayi Saheba
- 2001: Dweepa
- 2004: Haseena
- 2006: Naayi Neralu
- 2008: Gulabi Talkies
- 2010: Kanasembo kudureyaneri
- 2012: The Tortoise, an Incarnation
- 2021: Illiralare Allige Hogalaare

## Auszeichnungen
Für vier seiner Filme – Ghattashraddha, Tabarana Kathe, Thayi Saheba und Dweepa – wurde er mit einem National Film Award für den besten Film ausgezeichnet. Er erhielt auch National Film Awards für Haseena (Best Film on Family Welfare) und Gulabi Talkies (bester Film in Kannada).
Sein Film  Illiralare Allige Hogalaare wurde auf dem Indischen Filmfestival Stuttgart 2021 mit dem Director’s Vision Award ausgezeichnet.
Andere an seinen Filmen Mitwirkende gewannen ebenfalls Filmpreise.